# Chevrolet Impala
Chevrolet Impala är en bilmodell från Chevrolet. Modellnamnet introducerades 1958 och betecknade då en lyxigare variant av Chevrolet Bel Air. Namnet kommer från slidhornsdjuret impala. 
1965 kom Caprice, Impalans mer lyxiga systermodell. Impalan tillverkades ända fram till 1996 med ett produktionsavbrott mellan 1990 och 1994. Impala användes i viss mån även som utryckningsfordon av den amerikanska staten. Impala SS (Super Sport) lanserades 1961 och tillverkades fram till 1969 och i omgångar 1994–1996 samt 2004–2009. SS var egentligen från början ett sportpaket som kunde beställas i samband med nybilsköp av flera Chevroletmodeller. Dock så var SS-paketet standard på Impala med de största V8-motorerna. Åren 1994–1996 var SS-modellen utrustad med Corvette's LT1-motor. Sista generationens SS, som för första gången gick att få med V6-motor, tillverkades från 2004 för att slutligen läggas ner 2009. 2004 tillverkades även en limiterad modell i cirka 4 000 exemplar som kom att heta Impala Indy SS.
De största skillnaderna gentemot en vanlig Chevrolet var att Impala SS var sänkt 45 millimeter från fabrik, hade styvare och mer sportig fjädring och skålade stolar (bucket seats) fram och en mittkonsoll med växelspaken i. Även inredningens emblem och mönster skiljer sig, även listuppsättning och yttre emblem. Det enda motoralternativet 1961 Impala SS gick att få med var den för året nya 409:an med 425 hästkrafter i det kraftigaste utförandet.

## I populärkulturen
I filmerna om Jönssonligan kör Vanheden runt i en Impala från 1964.
I tv-serien Fiendens Fiende förekommer en Impala 1963 som raggarbil.
I amerikanska Supernatural (TV-serie) äger Dean Winchester en Impala från 1967 som han ärvde från sin far John Winchester.
Eazy-E refererar till denna bilmodell, med årgång 1964, i låten "Boyz-n-the-Hood" framförd av rapgruppen N.W.A.
Bilen har också refererats till i låtarna "409" av Beach Boys och "I Wish" av Skee-Lo.